# Joy McKean
Mildred Geraldine Joy McKean (Singleton, 14 gennaio 1930 – 25 maggio 2023) è stata una cantautrice australiana.

## Biografia
Soprannominata la  "grand lady" della musica country australiana, Joy McKean era considerata una delle migliori autrici di canzoni australiane. Scrisse numerosi brani per il marito Slim Dusty, con cui ebbe la figlia Anne. Nel 1983 fu introdotta nella Australian Roll of Renown; ricevette poi la Medaglia dell'Ordine dell'Australia. Nel corso della sua carriera la McKean vinse sei Golden Guitars ai Country Music Awards of Australia, ricevendolo per l'ultima volta nel 2007. Fu inoltre vincitrice, assieme al marito, del primo premio Golden Guitar, nel 1973.